# Fagus
Fagus este un gen de arbori din familia Fagaceae, ordinul Fagales. Cuprinde câteva specii de fag, precum Fagus sylvatica (fagul european) sau Fagus grandifolia (fagul american). Fagul este o plantă din grupa angiospermelor. Fructul pe care îl produce se aseamănă cu cel de castan datorită țepilor.

## Externe
- „WCSP”. World Checklist of Selected Plant Families – Fagus.
- Flora of China – Fagus
- Flora of North America – Fagus
- „Fagus” în Dicționar dendrofloricol la DEX online